# Ryan Johnson (ishockeyspelare född 1976)

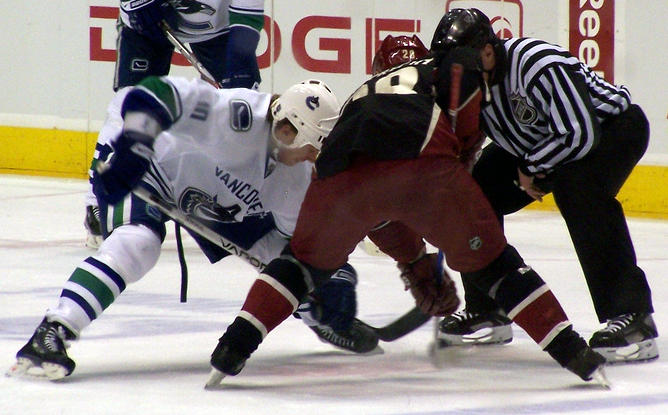
Ryan Johnson tekar i en match mot Phoenix Coyotes under 2009.

Ryan M. Johnson, född 14 juni 1976 i Thunder Bay, Ontario, är en kanadensisk före detta professionell ishockeyspelare.
Han var yngre bror till ishockeyforwarden Greg Johnson, som själv spelade i NHL mellan 1993 och 2006.

## Spelarkarriär

### Panthers och Lightning
Johnson blev draftad av Florida Panthers i den andra omgången, 36:e totalt, i NHL Entry Draft 1994. Han spelade senare två säsonger collegehockey med North Dakota Fighting Sioux. Han gjorde 19 poäng på 21 matcher och delade säsongen 1995-96 med spel i det kanadensiska landslaget.
I hans första tre säsonger med Panthers spelade Johnson med Floridas AHL-lag, Carolina Monarchs och Beast of New Haven. Under säsongen 1999-2000 fick Johnson en plats i truppen med Panthers, men handlades under denna säsong till Tampa Bay Lightning med Dwayne Hay i utbyte mot Mike Sillinger den 14 mars 2000.
Johnson spenderade en full säsong i Lightning, vilket resulterade i 21 poäng under säsongen 2000-01. Den 10 juli 2001 köptes han tillbaka till Panthers tillsammans med en spelare draftad i 6:e rundan (som senare återvände till Tampa Bay) 2003 i utbyte mot Václav Prospal. Dock missade han största delen av säsongen på grund av en huvudskada som han ådrog sig den 22 december 2001 i en match mot St.Louis Blues.

### St. Louis Blues
Vid slutet på transferfönstret för nästa säsong skrev Johnson på för St.Louis Blues den 19 februari 2003. Johnson spenderade fyra säsonger i Blues, med undandag för NHL-lockouten 2004-05 då han spelade i Missouri River Otters i UHL. Efter att ha gjort 18 poäng och toppat statistiken för blockerade skott med 105 stycken under säsongen 2007-08, blev Johnson en free agent och tecknade ett tvåårskontrakt med Vancouver Canucks.

### Vancouver Canucks
Under sin första säsong i Vancouver bröt Johnson ett finger på sin högra hand när han skulle blockera ett skott i en match mot Minnesota Wild. Han fortsatte spela med skadan i två matcher innan han togs ur spel. Det framkom då att Johnson även hade drabbats av ett brutet ben i sin vänstra fot under säsongens tredje match, som han hade spelat med i sex veckor. Efter att ha missat 20 matcher återvände Johnson till truppen den 9 januari 2009, trots att han fortfarande kände smärta i sitt brutna finger. Efter att ha avslutat sin första säsong i Vancouver med 2 mål och 9 poäng på 62 matcher, visade det sig att operation krävdes för det skadade fingret.
Nästan en månad in i säsongen 2009-10 var Johnson inblandad i en kollision då han for in med huvudet före i sargen i en match mot Detroit Red Wings den 27 oktober 2009. Efter att ha dumpat pucken i offensiv zon förlorade Johnson balansen när han försökte åka runt Detroitbacken Nicklas Lidström och gled tungt in i sargens kortsida med axeln och nacken. Han togs av isen på bår efter att ha legat orörlig på isen i flera minuter. Efter att ha missat fem matcher på grund av en hjärnskakning blev han senare borta från spel för 12 matcher i januari 2010 med en bruten fot. Han spelade med kvardröjande skador på båda fötterna fram till att han bröt ena foten när han skulle blockera ett skott i början av april. Efter att ha blivit begränsad till 58 matcher resulterade säsongen i ett mål och fem poäng.

### Chicago Blackhawks
Efter att inte fått förlängt kontrakt från Canucks blev Johnson åter igen en free agent. När han som osignerad skulle starta säsongen 2010-11 fick han ett try-out kontrakt med Chicago Blackhawks farmarlag Rockford Icehogs i december 2010. Han spelade en match för Icehogs innan Blackhawks tecknade ett ettårigt kontrakt. Johnson spelade sin första match med Blackhawks den 17 december 2010.

## Statistik

### Klubbkarriär
| 1993–94    | Thunder Bay Flyers          | USHL       | 48  | 14 | 36 | 50  | 28  | —  | — | — | — | —  |
| 1994–95    | North Dakota Fighting Sioux | WCHA       | 38  | 6  | 22 | 28  | 39  | —  | — | — | — | —  |
| 1995–96    | North Dakota Fighting Sioux | WCHA       | 21  | 2  | 17 | 19  | 14  | —  | — | — | — | —  |
| 1996–97    | Carolina Monarchs           | AHL        | 78  | 18 | 24 | 42  | 28  | —  | — | — | — | —  |
| 1997–98    | Beast of New Haven          | AHL        | 64  | 19 | 48 | 67  | 12  | 3  | 0 | 1 | 1 | 0  |
| 1997–98    | Florida Panthers            | NHL        | 10  | 0  | 2  | 2   | 0   | —  | — | — | — | —  |
| 1998–99    | Beast of New Haven          | AHL        | 37  | 8  | 19 | 27  | 18  | —  | — | — | — | —  |
| 1998–99    | Florida Panthers            | NHL        | 1   | 1  | 0  | 1   | 0   | —  | — | — | — | —  |
| 1999–00    | Florida Panthers            | NHL        | 66  | 4  | 12 | 16  | 14  | —  | — | — | — | —  |
| 1999–00    | Tampa Bay Lightning         | NHL        | 14  | 0  | 2  | 2   | 2   | —  | — | — | — | —  |
| 2000–01    | Tampa Bay Lightning         | NHL        | 80  | 7  | 14 | 21  | 44  | —  | — | — | — | —  |
| 2001–02    | Florida Panthers            | NHL        | 29  | 1  | 3  | 4   | 10  | —  | — | — | — | —  |
| 2002–03    | Florida Panthers            | NHL        | 58  | 2  | 5  | 7   | 26  | —  | — | — | — | —  |
| 2002–03    | St. Louis Blues             | NHL        | 17  | 0  | 0  | 0   | 12  | 6  | 0 | 2 | 2 | 6  |
| 2003–04    | St. Louis Blues             | NHL        | 69  | 4  | 7  | 11  | 8   | 3  | 0 | 0 | 0 | 0  |
| 2004–05    | Missouri River Otters       | UHL        | 29  | 7  | 14 | 21  | 12  | 6  | 1 | 0 | 1 | 13 |
| 2005–06    | St. Louis Blues             | NHL        | 65  | 3  | 6  | 9   | 33  | —  | — | — | — | —  |
| 2006–07    | St. Louis Blues             | NHL        | 59  | 7  | 4  | 11  | 47  | —  | — | — | — | —  |
| 2007–08    | St. Louis Blues             | NHL        | 79  | 5  | 13 | 18  | 22  | —  | — | — | — | —  |
| 2008–09    | Vancouver Canucks           | NHL        | 62  | 2  | 7  | 9   | 12  | 10 | 1 | 1 | 2 | 2  |
| 2009–10    | Vancouver Canucks           | NHL        | 58  | 1  | 4  | 5   | 12  | 4  | 0 | 0 | 0 | 2  |
| 2010–11    | Rockford IceHogs            | AHL        | 1   | 0  | 0  | 0   | 0   | —  | — | — | — | —  |
| 2010–11    | Chicago Blackhawks          | NHL        | 34  | 1  | 5  | 6   | 8   | 6  | 0 | 1 | 1 | 2  |
| NHL totalt | NHL totalt                  | NHL totalt | 701 | 38 | 84 | 122 | 250 | 29 | 1 | 4 | 5 | 12 |